# Friedrich Zeiler
Friedrich Zeiler (* 9. September 1920 in München) ist ein ehemaliger Offizier der Nationalen Volksarmee der Deutschen Demokratischen Republik. Zuletzt hatte er den Dienstgrad eines Generalleutnants inne. 

## Militärische Laufbahn
Der Sohn eines Kraftfahrers erlernte nach seinem achtklassigen Schulbesuch von 1934 bis 1939 den Beruf eines Klempners. Während des Zweiten Weltkrieges diente er von 1939 bis 1945 innerhalb der Wehrmacht bei der Luftwaffe, wo er bei Kriegsende im Rang eines Unteroffiziers in US-amerikanische Kriegsgefangenschaft geriet. 
Nach seiner Entlassung im gleichen Jahr siedelte er in die sowjetische Besatzungszone über, wurde Mitglied der KPD und arbeitete bis 1946 in seinem erlernten Beruf. 1946 trat er der SED bei. Von 1946 bis 1947 fungierte Zeiler als 1. Sekretär der FDJ-Kreisleitung Eisleben und von 1947 bis 1949 als Sekretär für Wirtschaft der SED-Kreisleitung Eisleben. 1949 wurde er Abteilungsleiter der SED-Bezirksleitung Halle. 
Am 1. November 1951 trat er den bewaffneten Organen der DDR bei, wurde Angehöriger der DVP und als Instrukteur in der Abteilung Wirtschaftspolitik des Zentralkomitees der SED tätig. Von 1953 bis 1955 war er stellvertretender Leiter bzw. Leiter der Abteilung Maschinenbau (Nachfolger von Heinz Thiele). Als solcher führte er vom 18. bis 21. Mai 1954 in Moskau Gespräche über die Rückführung der deutschen Spezialisten, zu denen von sowjetischer Seite Prof. Brunolf Baade hinzugezogen wurde, der später führender Flugzeugkonstrukteur der DDR wurde. Von 1955 bis 1957 war er Leiter der Abteilung Technik des ZK der SED. Im Oktober 1955 war er mit Willi Stoph und Kurt Hager an der Ausarbeitung eines Maßnahmeplans zur Vorbereitung von Kernforschung und Kerntechnik in der DDR beteiligt und war ab 5. November 1955 Sekretär der »Parteikommission für Fragen der Kernphysik«. 1957/58 fungierte er als Leiter der Abteilung Industrie und von Mai 1958 bis November 1961 erneut als Leiter der Abteilung Maschinenbau des ZK der SED (Nachfolger von Heinrich Müller). Am 1. Dezember 1961 wurde er in Vertretung des erkrankten Erwin Freyer kommissarischer Leiter der Hauptabteilung I der Staatlichen Plankommission. Am 15. Juli 1962 wurde die HA I zum Militärbereich umgebildet und Zeiler vom Politbüro des ZK der SED als Stellvertretender Vorsitzender und Leiter des Militärbereichs der SPK bestätigt. Zeiler erhielt wie sein Vorgänger Freyer ohne größere militärische Vorbildung aus politischen Gründen einen hohen militärischen Dienstgrad und wurde am 7. Oktober 1969 von Walter Ulbricht zum Generalmajor ernannt. Nach einem Studium an der Hochschule für Ökonomie Berlin wurde er 1970 zum Dr. rer. oec. promoviert. Am 7. Oktober 1979 wurde Zeiler von Erich Honecker zum Generalleutnant befördert und am 31. Januar 1982 aus dem Militärdienst entlassen. 

## Auszeichnungen
- 1970 Vaterländischer Verdienstorden in Silber
- 1975 Friedrich-Engels-Preis
- 1980 Scharnhorst-Orden